# 俄陀聶
俄陀聂（Othniel，/ˈɒθniəl/, Otniel ben Kenaz) 是第一位士师。他名字的词源并不确定，但可能是表示“上帝是我的力量”或“上帝帮助了我”。

## 家庭
希伯来圣经中说到“迦勒兄弟基纳斯的儿子俄陀聂” 这种表达在希伯来语中意义不太确定，可以理解为俄陀聂本人是迦勒的兄弟，或者俄陀聂的父亲基纳斯是迦勒的兄弟。
塔木德认为俄陀聂是迦勒的兄弟。
迦勒许诺说，要将女儿押撒许配给夺取底璧城的人，俄陀聂迎接了挑战，因此成为迦勒的女婿。